# Partido Nacionalsocialista Obrero Alemán
El Partido Nacionalsocialista Obrero Alemán (en alemán: Nationalsozialistische Deutsche Arbeiterpartei; abreviado como NSDAP), conocido coloquialmente como Partido Nazi, fue un partido político de extrema derecha activo en Alemania entre 1920 y 1945 cuya ideología fue el nacionalsocialismo o nazismo. Su predecesor fue el Partido Obrero Alemán (DAP), que existió entre 1919 y 1920.
El partido surgió al calor de la cultura racista y ultranacionalista de los Freikorps, unidades paramilitares que combatieron los levantamientos comunistas que se produjeron al término de la Primera Guerra Mundial. La defensa de una forma de «socialismo conservador» era común en sectores de derecha desde la época de Bismarck y hasta años después de la Primera Guerra Mundial, sectores que influyeron en el nacionalsocialismo. Arthur Moeller van den Bruck, del Movimiento Revolucionario Conservador, acuñó el término «Tercer Reich» y abogaba por una ideología que combinara el nacionalismo y el socialismo. En la práctica, el partido utilizó el término socialismo para intentar atraer a la clase obrera y así alejarla del comunismo (KPD) y la socialdemocracia (SPD), al tiempo que utilizó el término nacionalismo para atraer a los sectores nacionalistas y conservadores. En un principio el discurso del partido se centró en la lucha contra las grandes empresas, con una marcada retórica antiburguesa y anticapitalista; sin embargo, posteriormente fueron suavizando estos postulados y obtuvieron el apoyo y financiación de grandes empresas industriales y ricas personalidades. Desde la década de 1930, el partido orientó sus postulados al antisemitismo y al antimarxismo.
Desde 1921, el líder del partido fue Adolf Hitler, quien fue nombrado canciller por el presidente Paul von Hindenburg en 1933, tras haber obtenido el partido en 1932 dos victorias con mayoría simple en las elecciones democráticas parlamentarias. Rápidamente, Hitler estableció un régimen totalitario liquidando las instituciones democráticas de la República de Weimar e instauró el llamado Tercer Reich. Los nazis impusieron su dictadura antidemocráticamente pero con una apariencia de legalidad formal gracias al Decreto del Incendio del Reichstag y a la Ley habilitante de 1933. El primero le permitió eliminar al KPD como fuerza política y la segunda autorizaba al gobierno a legislar sin la intervención de las Cámaras. La aprobación de esta ley suponía una modificación de la Constitución y, por ello, requería ser aprobada por dos tercios de los miembros del Reichstag, mayoría que solo pudo obtener con la ausencia obligada de todos los parlamentarios comunistas y negociando el voto favorable de los católicos de centro.
El racismo fue un eje central de la ideología nazi. Los nazis trataron de ampliar el área de expansión de los pueblos germanos a través de la pureza racial, la eugenesia, amplios programas de bienestar social y un desprecio sistemático del valor del individuo, el cual podía ser sacrificado por el bien del Estado nazi y en pos de una «raza aria superior». Para mantener la supuesta pureza y fuerza de la raza aria, los nazis exterminaron a judíos, romaníes, discapacitados, homosexuales, testigos de Jehová, africanos y disidentes políticos fundamentalmente de izquierda por toda Europa, que habían ocupado durante la primera mitad de la Segunda Guerra Mundial. Si no eran asesinados, se les imponía la segregación y exclusión de la sociedad. En total unos 11 millones de personas fallecerían a consecuencia de estas políticas, lo que en el caso judío (entre cinco y seis millones de víctimas) se conoce como Holocausto. Hoy en día, las teorías raciales propias de la ideología nazi son desechadas de manera universal por carecer de fundamentos científicos.
Tras la derrota alemana en la Segunda Guerra Mundial en 1945, fue declarado ilegal y organización criminal, y los líderes que no se habían suicidado fueron arrestados, culpados y juzgados por crímenes de guerra, contra la humanidad y contra la paz en los juicios de Núremberg, celebrados entre noviembre de 1945 y octubre de 1946.

## Historia

### Orígenes

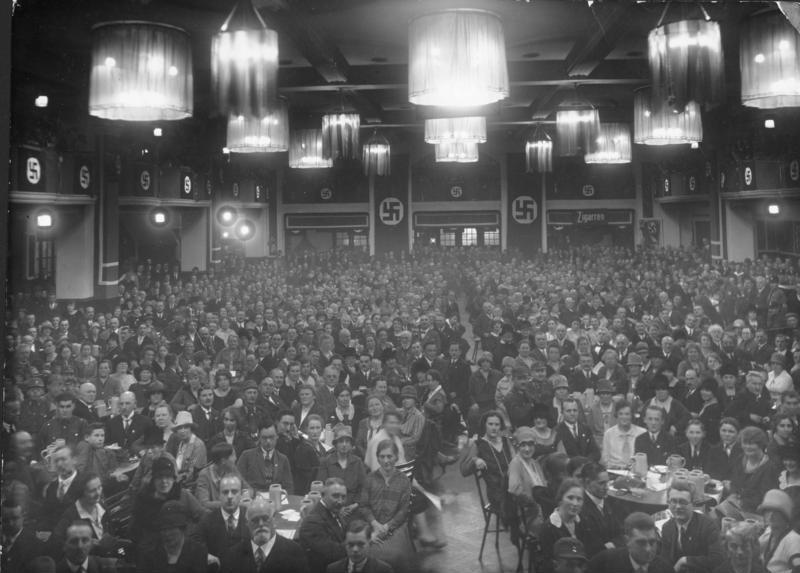
Asamblea del Partido Nazi en la cervecería Bürgerbräukeller, en Múnich, el año 1923.

En enero de 1919, el mecánico ferroviario Anton Drexler fundaba en Múnich (junto con Gottfried Feder, Dietrich Eckart, Alfred Rosenberg, Hermann Esser y Karl Harrer) el Partido Obrero Alemán (Deutsche Arbeiterpartei), como uno de los movimientos etnicistas (en alemán völkisch) que existían en Baviera y en Alemania como resultado de la derrota teutona en la Primera Guerra Mundial. Para investigar a los diferentes grupos políticos de Múnich, el Servicio de Inteligencia del Ejército alemán envió al joven cabo Adolf Hitler para que controlara las actividades de dicho partido.
Hitler participa en una reunión el 16 de septiembre de 1919 y es invitado a adherirse al movimiento por sus dotes como orador, aunque mucho después declaró ser el «miembro número 7 del Partido», para hacer creer que había sido uno de los fundadores. En realidad fue el 7.º miembro del comité central y responsable de propaganda. Durante su gestión empezaron a contarse los miembros del partido, iniciándose la cuenta en el número 500 para dar idea de gran cantidad, por lo cual quedó asignado el 555 a Hitler. Según el libro Datos para la historia del NSDAP, una publicación nazi de la época, el partido contaba con 64 miembros en 1919.

Insignia del NSDAP.

El 24 de febrero de 1920 se celebró, a petición de Hitler, el primer mitin multitudinario del partido en Múnich, donde el mismo Hitler leyó los 25 puntos del Programa Nacionalsocialista, escritos por él y Anton Drexler y que pretendían, mezclando anticomunismo, pangermanismo y antisemitismo, ganarse al proletariado para la causa nacionalista. Dichos puntos constituyeron el programa dogmático del nacionalsocialismo y nunca fueron cambiados. En esta misma asamblea se decidió el cambio de nombre del movimiento, pasando a denominarse «Partido Nacionalsocialista Obrero Alemán», cuyas siglas en alemán son NSDAP. En 1921, Hitler era su máximo dirigente, y su oratoria se consideraba el principal motivo del crecimiento del partido, que en 1923 tenía 50 000 afiliados. El periodista alemán George Sylvester Viereck le entrevistó para el periódico The Fatherland:

"...Al contrario que el marxismo, el socialismo es patriótico. Podríamos haber escogido el nombre de Partido Liberal, pero decidimos llamarnos a nosotros mismos nacionalsocialistas. No somos internacionalistas; nuestro socialismo es nacional. Exigimos que el Estado satisfaga las justas reclamaciones de las clases productoras sobre la base de la solidaridad racial. Para nosotros, Estado y raza son la misma cosa."

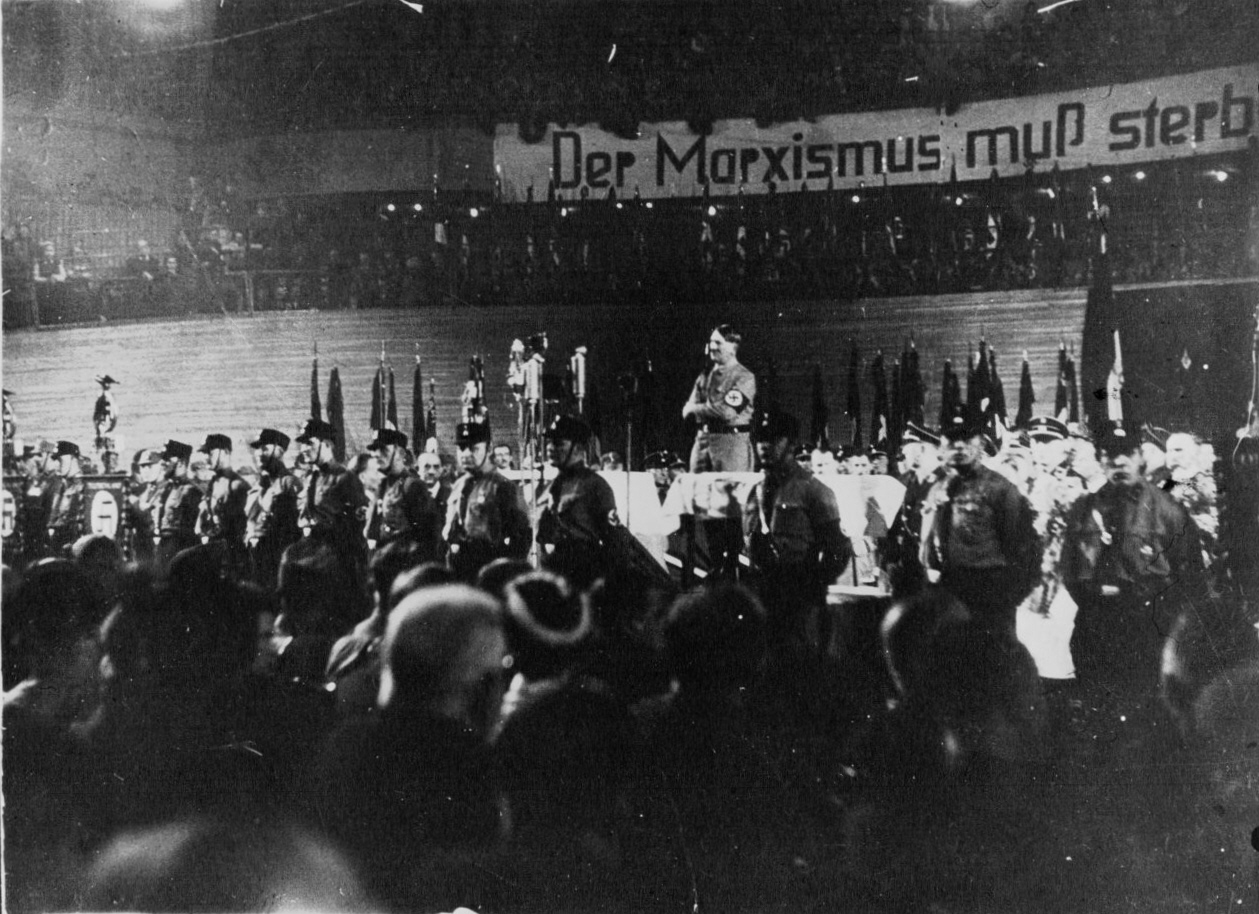
Discurso de Hitler contra el marxismo en el palacio de los deportes de Berlín en 1933, durante la campaña electoral.

Después de protagonizar el fracasado Putsch de Múnich el 8 y 9 de noviembre de 1923, el NSDAP fue prohibido y, con Hitler en prisión, se produjo una cierta fragmentación del movimiento nazi. Levantada la prohibición, el partido fue refundado el 25 de febrero de 1925 con el mismo nombre, y Hitler consiguió la jefatura del partido. Mientras Hitler se centró en la actividad política y en el culto a su imagen, este legó en otros la administración del partido; Philip Bouhler, Franz Xaver Schwarz y Max Amann fueron en buena medida los autores de la reconstrucción del partido. Franz Xaver Schwarz, concienzudo y exhaustivo, se convirtió en el tesorero nacional del partido y reconstruyó la estructura administrativa y financiera del NSDAP. Fue también Schwarz el que puso el dinero para financiar la publicación del libro de Hitler, Mein Kampf, y el que negoció la adquisición de la nueva sede central del partido, la llamada "Casa Parda", en 1930. En su libro, Hitler describe autobiográficamente sus ideologías políticas antisemitas y anticomunistas junto a sus planes futuros de Alemania. También explicó los orígenes de su partido y sus tácticas propagandísticas, como la apropiación del color rojo en sus banderas para atraer a la clase trabajadora y alejarla de los partidos de izquierda.
Después de que su intento de golpe de Estado fracasara en Baviera, los nazis participaron en las elecciones restantes de los años veinte. En las elecciones al principio de la década de 1930, impulsados por los problemas económicos de Alemania debidos a la incipiente Gran Depresión, incrementaron sus votos considerablemente convirtiéndose en el segundo partido mayor en el Reichstag, lo que mejoró su posición en los años venideros.
En las elecciones parlamentarias de julio de 1932, a pesar de la amenaza de proscripción de las SA (Sturmabteilung, Secciones de Asalto, el ejército privado del partido) en 1932, los nazis alcanzaron un total de 13,57 millones de votos, y se convirtieron en el bloque más votado en el Parlamento. Sin embargo, esta victoria fue insuficiente para que Hitler accediese a la Cancillería.

### Toma del poder

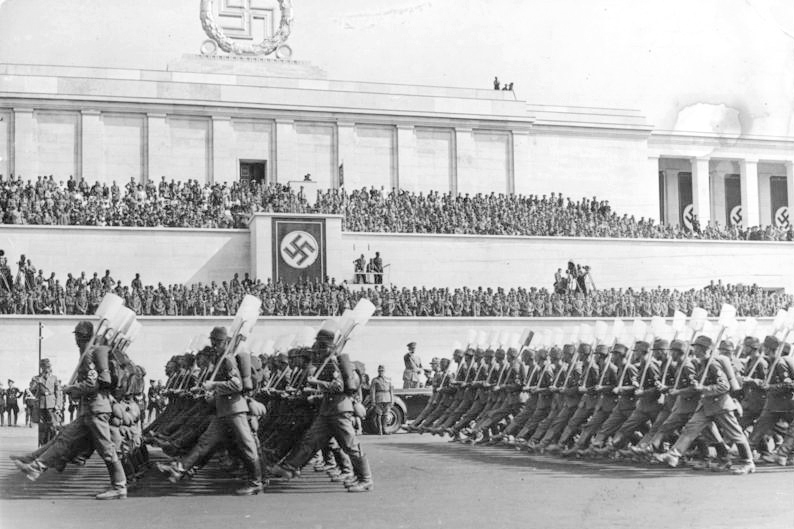
Desfile de hombres del Servicio de Trabajo del Reich ante Adolf Hitler, en 1937.

Después de forjar una alianza con el Centro Católico y los Nacionalistas en el Parlamento, y en vista de que los nazis habían ganado dos procesos electorales, Hitler fue nombrado por el presidente Hindenburg canciller el 30 de enero de 1933. Inmediatamente se realizaron nuevas elecciones parlamentarias, y los nazis y sus aliados nacionalistas alcanzaron la mayoría de la que se sirvieron para aprobar la Ley Habilitante de 1933, destinada a poner el poder absoluto en las manos de Hitler.
Después de la proscripción o cancelación de todos los demás partidos (5 de julio de 1933) y la prohibición de formar nuevos (14 de julio de 1933), los nacionalsocialistas se convierten en el único partido político restante. Esto era parte de la Gleichschaltung (literalmente 'sincronización', término usado en un sentido político para describir el proceso mediante el cual el régimen nazi estableció sucesivamente un sistema de control totalitario sobre el individuo).
Nombraron a las SA como brazo armado del régimen y a las SS como un organismo auxiliar de las SA, además de crear la Policía Secreta del Estado (en alemán: Geheime Staatspolizei, con las siglas Gestapo).
El himno del Partido Nazi era el Horst-Wessel-Lied (Canción de Horst Wessel) dedicada a uno de los mártires iniciales del movimiento, Horst Wessel, muerto durante las habituales refriegas callejeras con oponentes políticos. Cada miembro del Partido al ingresar recibía una constancia por escrito que duraba seis meses, renovable por seis meses más. Al año recibía un cartón donde se dejaba constar que la persona era militante activo y tenía un espacio para pegar las doce estampillas correspondientes a la mensualidad, pues el partido era financiado por sus propios miembros. A los dos años recibía un libro rojo de membresía donde constaban los datos y fotos del militante, sus aportaciones políticas y financieras, así como sus deberes y derechos como miembro del partido.

### El fin
El esfuerzo bélico llevado a cabo por los aliados en Europa tuvo como consecuencia que todo el territorio del Reich nazi quedara bajo dominio de los vencedores de la Segunda Guerra Mundial. En la «Proclama n° 1» al pueblo alemán de marzo de 1945, el general Dwight D. Eisenhower, comandante en jefe de las Fuerzas Aliadas, anunció diversas medidas que iban a adoptarse en la Alemania ocupada, entre las cuales estaban la disolución del NSDAP, la Gestapo, las SS, el Tribunal Popular y la de cualquier otro órgano jurisdiccional especial creado durante el Tercer Reich. La proclama también advertía de la intención de los aliados de juzgar a todos los líderes civiles y militares del partido considerados responsables de la comisión de cualquier delito o atrocidad.
Pocos meses después del fin de la guerra, las cuatro potencias ocupantes de Alemania firmaron el acuerdo del 20 de septiembre de 1945, cuya sección 11.1 declaró ilegal oficialmente al Partido Nazi.
Durante los juicios de Núremberg, el tribunal declaró como una organización criminal al Partido Nazi y su cuerpo de líderes, declarándolo prohibido en todo el territorio alemán y sancionando la difusión de las ideas nacionalsocialistas y de sus símbolos. Esta responsabilidad se basó principalmente en:
- La participación masiva de sus militantes en los hechos de violencia de la noche de los cristales rotos, del 9 y 10 de noviembre de 1938, cuando miles de tiendas de propiedad judía fueron destruidas, saqueadas y quemadas en todo el territorio alemán, hecho del cual quedaron los teletipos que comprobaban las orientaciones dadas a la militancia para organizar y llevar a cabo estos sabotajes.
- La participación formal del partido en la Conferencia de Wannsee, donde se determinó llevar a cabo la llamada «solución final» para exterminar al pueblo judío, hecho del cual tuvieron conocimiento en mayor o menor grado varios dirigentes del partido.
- El partido fue responsable a través de sus organismos del reclutamiento forzoso de obreros en los territorios conquistados.
- La vigilancia llevada a cabo de manera sistemática por parte de sus miembros contra la población civil, detallando en reportes que luego pasarían a la Gestapo, sobre la conducta y visión política de los miembros de cada comunidad.
- Participación de manera sistemática en apoyo a las SS, de la matanza conocida como «noche de los cuchillos largos» del 30 de junio de 1934, donde buena parte del cuerpo de líderes de las SA fueron detenidos y ejecutados sin juicio alguno.

Finalmente, todas las personas afiliadas al NSDAP fueron declaradas como criminales exceptuando a todas aquellas que hubieran renunciado a cualquiera de sus cargos o membresía antes del 1 de septiembre de 1939. Esta prohibición continúa hoy en día.

## Programa político
El Programa Nacionalsocialista fue una formulación de las políticas del partido. Contenía 25 puntos y, por lo tanto, también fue conocido como el "plan de 25 puntos" o "programa de 25 puntos". Fue el programa oficial del partido, con pequeños cambios, desde su proclamación como tal por Adolf Hitler en 1920, cuando el partido todavía era el Partido Obrero Alemán, hasta su disolución.

## Congresos del partido

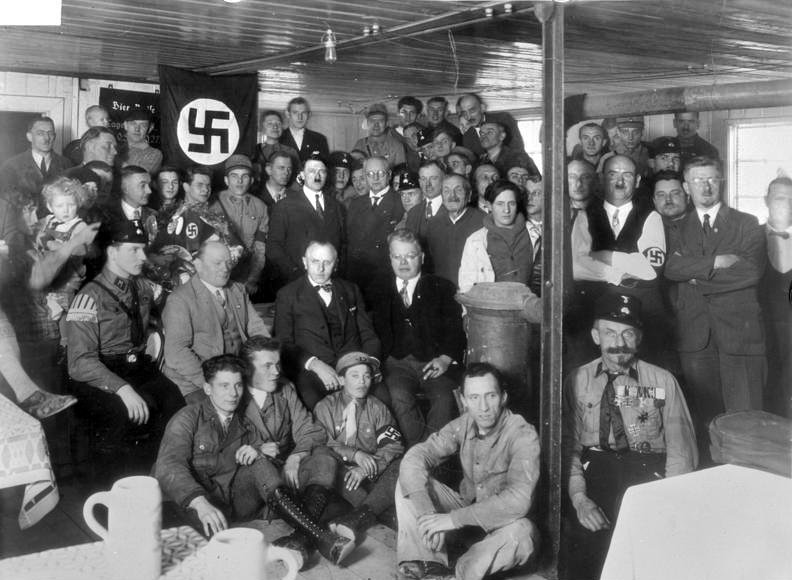
Los miembros del Partido Nazi en 1930.

Estandarte correspondiente a la Vieja Guardia del Partido Nazi.

Hitler decidió realizar, a ser posible cada año, un congreso de todos los militantes del partido a nivel nacional. En estos eventos se encontraban las unidades de las SA, SS, Juventudes Hitlerianas, Liga de Muchachas Alemanas o BDM, NSKK y Cuerpo de Líderes del Partido.
| Fecha                                | Denominación oficial                                                    | Lugar     |
| ------------------------------------ | ----------------------------------------------------------------------- | --------- |
| 27 de enero de 1923                  | –                                                                       | Múnich    |
| 4 de julio de 1926                   | –                                                                       | Weimar    |
| 20 de agosto de 1927                 | –                                                                       | Núremberg |
| 2 de agosto de 1929                  | –                                                                       | Núremberg |
| 30 de agosto-3 de septiembre de 1933 | Der Kongress des Sieges (Congreso de la Victoria).                      | Núremberg |
| 3-10 de septiembre de 1934           | Triumph des Willens (Triunfo de la Voluntad).                           | Núremberg |
| 10-16 de septiembre de 1935          | Reichsparteitag der Freiheit (Día del Partido de la Libertad).          | Núremberg |
| 8-14 de septiembre de 1936           | Reichsparteitag der Ehre (Día del Partido del Honor).                   | Núremberg |
| 6-13 de septiembre de 1937           | Reichsparteitag der Arbeit (Día del Partido del Trabajo).               | Núremberg |
| 5-12 de septiembre de 1938           | Reichsparteitag Grossdeutschland (Día del Partido de la Gran Alemania). | Núremberg |
| 2-11 de septiembre de 1939           | Reichsparteitag des Friedens (Día del Partido de la Paz).               | Núremberg |

Los congresos fueron filmados desde sus inicios, pero a partir de 1933, con la incorporación del sonido y bajo la dirección de Leni Riefenstahl, adquirieron la categoría de verdaderos documentales cinematográficos. En particular, los tres que reflejan los congresos celebrados entre 1933 y 1935: Der Sieg des Glaubens, Triumph des Willens y Tag der Freiheit: Unsere Wehrmacht. Era el propio Hitler, no su ministro de Propaganda, quien supervisaba la organización de los congresos, decidía los principales aspectos escenográficos, los oradores que debían intervenir y, sobre todo, el que exigía que fueran filmados de la mejor manera posible.

## Organización

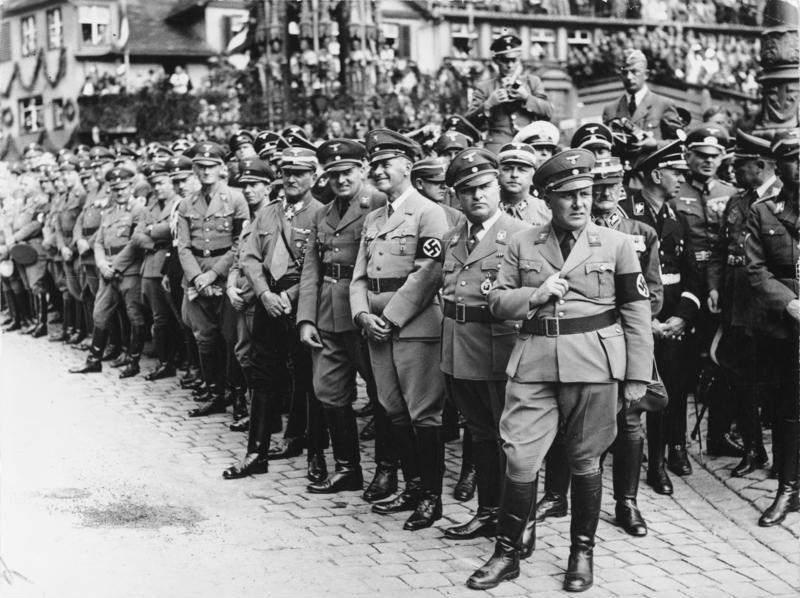
Algunos de los altos dirigentes del Partido en el Congreso de 1938; se puede observar a Martin Bormann, Wilhelm Frick, Robert Ley y Julius Schaub, entre otros.

La máxima autoridad del partido era el Führer, Adolf Hitler, a quien no se discutía ninguna de sus decisiones.
Debajo del Führer se encontraba el conjunto de los Reichsleiter o Jefes del Reich, nombrados por el Führer y compuesto por los ministros titulares, sin cartera y algunos líderes propios del partido que tenían asignada una jurisdicción nacional. Todos ellos conformaban el Reichsleitung. Este primer nivel directivo tenía a su cargo departamentos de organización, personal, finanzas, propaganda y jurisdicción. Desde la toma del poder, en 1933, todos estos líderes reprodujeron en la estructura gubernativa estatal la organización burocrática del partido. El Reichsleitung también incluía secciones dedicadas a Política exterior, censura de prensa, archivos del partido, Política colonial, dirección del grupo parlamentario del Reichstag y el Departamento de Representantes del Führer para el control de la Educación Política e Ideológica del Partido.[cita requerida]
El siguiente nivel inferior era el Gau o distrito, dirigido por los Gauleiter. El número de Gaue en Alemania y en los territorios ocupados en 1943 era de 43.
Cada Gau estaba dividido en varias unidades administrativas menores llamadas Kreise (círculos), cada una de ellas dirigida por un Kreisleiter. El número de Kreise en 1943 era de 920.
Cada Kreis, a su vez, estaba dividido en varios Ortsgruppen o grupos locales, dirigidos por los Ortsgruppenleiter (líder de grupo local). El Ortsgruppe era la unidad básica del NSDAP y debía estar formado, al menos, por 15 militantes. Los 30.601 Ortsgruppen fueron divididos en Zellen (células), dirigidos por un Zellenleiter (líder de célula) y las 121.406 Zellen fueron divididas en 539.774 Block (bloques), dirigidas por un Blockleiter o líder de bloque. El Blockleiter era responsable de 40 o 60 hogares y mantenía un archivo (Haushaltskarten) sobre todas las personas a su cargo en el que evaluaba las actitudes de cada ciudadano hacia el partido y el Estado.
Para la acción en el extranjero, el partido contaba con un departamento especial: el NSDAP/AO, que empezó a funcionar en 1931.

### Financiación exterior
El Banco Harriman fue la conexión principal de Wall Street con compañías nazis y con los variados intereses de Fritz Thyssen en Estados Unidos, quien fue uno de los principales financieros tempranos del Partido Nazi hasta 1938. Todas las transacciones fueron completamente aprobadas por el departamento del Tesoro de Estados Unidos, el cual insistió en que estadounidenses manejaran los intereses alemanes (nazis) en Estados Unidos. Una vez declarada la guerra en 1941, el presidente Roosevelt firmó la Ley de Comercio con el enemigo (Trading With the Enemy Act). El 20 de octubre de 1942, el Gobierno estadounidense ordenó la incautación de todos los activos nazis en el país. Prescott Bush, padre del presidente George H. W. Bush y abuelo del presidente George W. Bush respectivamente, así como su suegro Samuel Walker, fueron condenados en virtud de esa ley.

## Composición interna

### Oficinas del Partido
- Rassenpolitisches Amt der NSDAP (RPA): Oficina de Políticas Raciales del Partido Nazi
- Außenpolitisches Amt der NSDAP (APA): Oficina de Asuntos Exteriores del Partido Nazi
- Kolonialpolitisches Amt der NSDAP (KPA): Oficina de Política Colonial del Partido Nazi
- Wehrpolitisches Amt der NSDAP (WPA): Oficina de Política Militar del Partido Nazi
- Nationalsozialistische Deutsche Arbeiterpartei der Auslands-Organization (NSDAP/AO): Organización exterior del NSDAP
- Amt Rosenberg (ARo): Oficina Rosenberg

### Cancillerías del Partido
- Cancillería del NSDAP
- Cancillería del Führer

### Grupos paramilitares
- Schutzstaffel (SS): Escuadras de Protección (tanto las Allgemeine SS como las Waffen-SS)
- Sturmabteilung (SA): Sección de Asalto
- Nationalsozialistisches Fliegerkorps (NSFK): Cuerpo de Aviadores Nacionalsocialistas
- Nationalsozialistisches Kraftfahrkorps (NSKK): Cuerpo de Motoristas Nacionalsocialistas

Las Juventudes Hitlerianas era un grupo paramilitar dividido en un cuerpo de líderes adultos y una membresía general abierta a niños de entre catorce y dieciocho años. La Liga de Muchachas Alemanas era el grupo equivalente para las niñas.

### Organizaciones afiliadas
- Deutsche Arbeitsfront (DAS): Frente Alemán del Trabajo
- Nationalsozialistische Lehrerbund (NSLB): Liga Nacionalsocialista de Maestros
- Nationalsozialistische Volkswohlfahrt (NSV): Bienestar Social Nacionalsocialista
- Nationalsozialistische Kriegsopferversorgung (NSKOV): Asistencia Nacionalsocialista para Víctimas de Guerra
- Reichsarbeitsdienst (RAD): Servicio de Trabajo del Reich
- Deutsche Glaubensbewegung: Movimiento de la Fe Alemana
- Reichskolonialbund (RKB): Liga Colonial del Reich
- Deutsches Rotes Kreuz (DRK): Cruz Roja Alemana
- Kyffhäuserbund: Liga de Kyffhäuser
- Technische Nothilfe (TENO): Ayuda de Emergencia Técnica
- Reichsbund der Kinderreichen (RDK): Unión de Familias Numerosas del Reich
- Reichsluftschutzbund (RLB): Liga Nacional para la Protección contra Ataques Aéreos
- Bund Deutscher Osten (BDO): Federación Alemana del Este
- Amerikadeutscher Bund (AB): Liga Germano-Americana
- Liga Nacionalsocialista para el Mantenimiento de la Ley (NSRB, 1936-1945, antes conocida como Liga Nacionalsocialista de Abogados Alemanes)
- Liga de Mujeres Nacionalocialistas (NS-Frauenschaft)
- Liga Nacionalsocialista de Profesores Alemanes (NSDD)
- Liga Nacionalsocialista de Estudiantes Alemanes (NSDStB)
- Liga Nacionalsocialista de Universitarios Alemanes (NSDDB)
- Asociación Nacionalsocialista de Médicos Alemanes (NSDÄB)
- Liga del Reich de Oficiales Alemanes (sindicato de funcionarios públicos, predecesora de la Federación Alemana de Funcionarios Públicos)

## Membresía

### Membresía general
La membresía general del Partido consistía principalmente entre clases medias y bajas, urbanas y rurales. El 7 % pertenecía a la clase alta, el 7 % eran campesinos, el 35 % eran trabajadores industriales y el 51 % eran de clase media. A principios de 1933, justo antes del registro de Hitler para la cancillería, el partido indicado una representación insuficiente de «trabajadores», que constituía el 29,7 % de los miembros pero el 46,3 % de la sociedad alemana. Por el contrario, los empleados de cuello blanco (18,6 % de los miembros y el 12 % de los alemanes), los trabajadores independientes (19,8 % de los miembros y el 9,6 % de los alemanes) y los funcionarios (15,2 % de los miembros y el 4,8 % de la población alemana) unidos en proporciones mayores que su participación en la población general. Estos miembros estaban afiliados a las sucursales locales del partido, que eran 1.378 en todo el país en 1928. En 1932, el número había aumentado a 11.845, lo que refleja el crecimiento del partido en este período.
Cuando llegó al poder en 1933, el Partido Nazi tenía más de 2 millones de miembros. En 1939, el total de miembros aumentó a 5,3 millones, con un 81 % de hombres y un 19 % de mujeres. Continúa atrayendo a muchos más y en 1945 el partido alcanzado su pico de 8 millones, con un 63 % de hombres y un 37 % de mujeres (alrededor del 10 % de la población alemana de 80 millones).

### Membresía militar
Se alentó a los miembros nazis con ambiciones militares a unirse a las Waffen-SS, pero un gran número se alistó en la Wehrmacht y aún más fueron reclutados para el servicio después del comienzo de la Segunda Guerra Mundial. Las primeras regulaciones requerían que todos los miembros de la Wehrmacht fueran no políticos y cualquier miembro nazi que se uniera en la década de 1930 debía renunciar al Partido Nazi.
Sin embargo, esta regulación pronto se renunció y existe una amplia evidencia de que miembros completos del Partido Nazi sirvieron en la Wehrmacht en particular después del estallido de la Segunda Guerra Mundial. Las Reservas de la Wehrmacht también vieron a un gran número de nazis de alto rango alistados, como Reinhard Heydrich y Fritz Todt uniéndose a la Luftwaffe, así como Karl Hanke que sirvió en el ejército.
El historiador británico Richard J. Evans escribió que los oficiales subalternos del ejército estaban inclinados a ser nacionalsocialistas especialmente entusiastas, y que un tercio de ellos se había unido al Partido Nazi en 1941. Reforzando el trabajo de los líderes subalternos estaban los Oficiales de Orientación del Liderazgo Nacionalsocialista que fueron creados con el propósito de adoctrinar a las tropas para la «guerra de exterminio» contra la Rusia soviética. Entre los oficiales de mayor rango, el 29,2 % eran miembros del NSDAP en 1941.

### Membresía estudiantil
En 1926, el partido formó una división especial para involucrar a la población estudiantil, conocida como la Liga Nacionalsocialista de Estudiantes Alemanes (NSDStB). También un grupo para profesores universitarios, la Liga Nacionalsocialista de Universitarios Alemanes (NSDDB), existió hasta julio de 1944.

### Membresía femenina
La Liga de Mujeres Nacionalocialistas era la organización de mujeres del partido y en 1938 tenía aproximadamente 2 millones de miembros.

### Membresía fuera de Alemania
Los miembros del partido que vivían fuera de Alemania fueron agrupados en la Organización Auslands (NSDAP/AO, "Organización extranjera"). La organización se limitaba solo a los llamados «alemanes imperiales»; y los «alemanes étnicos» (Volksdeutsche), los que no tenían la ciudadanía alemana, no podían unirse.
Según el decreto Beneš N.º 16/1945 Coll., En el caso de los ciudadanos de Checoslovaquia, la pertenencia al Partido Nazi se castigaba con entre cinco y veinte años de prisión.

## Propaganda

### Periódicos del partido
- Völkischer Beobachter: El Observador del Pueblo
- Der Angriff: El Ataque
- Der Stürmer: El Atacante
- Der Panzerbär: El Oso Blindado
- Das Reich: El Imperio
- Berliner Illustrirte Zeitung: Periódico Ilustrado de Berlín

### Revistas
- Das Schwarze Korps: El Cuerpo Negro
- Illustrierter Beobachter: El Observador Ilustrado

### Otros
- Neues Volk: Nuevo Pueblo

## Símbolos del partido

### Símbolos principales
- Bandera nacionalsocialista: El Partido nacionalsocialista usó una esvástica orientada hacia la derecha como su símbolo y se dijo que los colores rojo y negro representaban Blut und Boden (Sangre y tierra). Otra definición de la bandera describe los colores como representantes de la ideología del nacionalsocialismo, la esvástica que representa a la raza aria/blanca y la agenda nacionalista aria del movimiento; el blanco representa el nacionalismo y el rojo representando la rama socialista del movimiento. De hecho, el negro, el blanco y el rojo eran los colores de la antigua bandera de la Confederación del Norte de Alemania (inventada por Otto von Bismarck, basada en los colores prusianos blanco y negro y el rojo utilizado por los estados del norte de Alemania). En 1871, con la fundación del Reich alemán, la bandera de la Confederación Alemana del Norte se convirtió en el Reichsflagge alemán («bandera del Reich»). El negro, el blanco y el rojo se convirtieron en los colores de los nacionalistas a través de la siguiente historia (por ejemplo, la Primera Guerra Mundial y la República de Weimar). El diseño de Parteiflagge, con el círculo de la esvástica centrada, sirvió como bandera del partido desde 1920. Entre 1933 (cuando el Partido Nazi llegó al poder) y 1935, se usó como la bandera nacional (Nationalflagge) y la bandera del comerciante (Handelsflagge), pero indistintamente con el tricolor horizontal negro-blanco-rojo. En 1935, el tricolor horizontal negro-blanco-rojo fue desechado (nuevamente) y la bandera con la esvástica descentrada y el círculo se instituyó como la bandera nacional, y permaneció como tal hasta 1945. La bandera con el círculo centrado continuó siendo utilizado después de 1935, pero exclusivamente como el Parteiflagge, la bandera del partido.

- Águila Imperial: El partido nacionalsocialista usó la tradicional águila imperial alemana, de pie sobre una esvástica dentro de una corona de hojas de roble. También se conoce como el «águila de hierro». Cuando el águila mira hacia su hombro izquierdo, simboliza el Partido Nazi y se llama Parteiadler. Por el contrario, cuando el águila mira hacia su hombro derecho, simboliza el país (Reich) y, por lo tanto, se llama Reichsadler. Después de que el Partido Nazi llegó al poder en Alemania, reemplazaron la versión tradicional del águila alemana con el símbolo del partido modificado en todo el país y en todas sus instituciones.

## Eslóganes y canciones
Eslóganes: "¡Sieg Heil!", "¡Heil Hitler¡"

Himno: Horst-Wessel-Lied

## Resultados electorales

Evolución electoral (1924-1933).

| Elecciones  | # de votos      | % de votos | # de escaños | +/– | Gobierno               | Nota                                                  |
| ----------- | --------------- | ---------- | ------------ | --- | ---------------------- | ----------------------------------------------------- |
| May.-1924   | 1.918.329 (#6)  | 6,55       | 32/472       | –   | Bloqueo parlamentario  | Partido ilegalizado.                                  |
| Dic.-1924   | 907.242 (#8)    | 3,00       | 14/492       | 18  | Oposición              | Partido ilegalizado.                                  |
| 1928        | 810.127 (#9)    | 2,63       | 12/491       | 2   | Oposición              |                                                       |
| 1930        | 6.379.672 (#2)  | 18,25      | 107/577      | 95  | Bloqueo parlamentario  | Tras el «crac del 29».                                |
| Jul.-1932   | 13.745.680 (#1) | 37,27      | 230/608      | 123 | Bloqueo parlamentario  | Tras las elecciones presidenciales.                   |
| Nov.-1932   | 11.737.021 (#1) | 33,09      | 196/584      | 34  | Bloqueo parlamentario  |                                                       |
| Mar.-1933   | 17.277.180 (#1) | 43,91      | 288/647      | 92  | Coalición (NSDAP-DNVP) | Tras el nombramiento de Hitler como Canciller.        |
| 1933 (nov.) | 39.655.224 (#1) | 92,11      | 639/661      | 351 | Coalición (NSDAP-DNVP) | Los otros 22 eran «invitados» escogidos por los nazis |
| 1936        | 44.462.458 (#1) | 98,80      | 719/741      | 68  | Gobierno               | Los otros 22 eran «invitados» escogidos por los nazis |
| 1938        | 44.451.092 (#1) | 99,01      | 791/813      | 50  | Gobierno               | Los otros 22 eran «invitados» escogidos por los nazis |

### Austria
| Elecciones | # de votos  | % de votos | # de escaños | +/– | Gobierno           |
| ---------- | ----------- | ---------- | ------------ | --- | ------------------ |
| 1927       | 779 (#10)   | 0,02       | 0/165        | –   | Extraparlamentario |
| 1930       | 20.951 (#7) | 3,03       | 0/165        | –   | Extraparlamentario |